# Östra Karups församling
Östra Karups församling var en församling i Göteborgs stift 1645-1972, Lunds stift före och efter. Församlingen uppgick 2010 i Båstad-Östra Karups församling.
Församlingskyrka var Östra Karups kyrka.
2003 fanns det i församlingen 2 053 invånare.

## Administrativ historik
Församlingen har medeltida ursprung under namnet Karups församling, mellan 1845 och 1860 ändrat till det nuvarande. Församlingen var till 1972 moderförsamling i pastoratet Östra Karup och Skummeslöv i Göteborgs stift. Från 1972 var den annexförsamling i pastoratet Båstad och Östra Karup i Lunds stift. Församlingen uppgick 2010 i Båstad-Östra Karups församling.
Östra Karups församling låg i landskapet Halland och var därmed den enda församlingen i Skåne län som inte tillhörde landskapet Skåne.
Församlingskod var 127807.